# Mickaël Mawem
Mickaël Mawem (Nimes, 3 de agosto de 1990) es un deportista francés que compite en escalada. Su hermano Bassa compite en el mismo deporte.
Ganó una medalla de oro en el Campeonato Mundial de Escalada de 2023 y una medalla de oro en el Campeonato Europeo de Escalada de 2019, ambas en la prueba de bloques.
Participó en los Juegos Olímpicos de Tokio 2020, ocupando el quinto lugar en la prueba combinada.

## Palmarés internacional
| Campeonato Mundial | Campeonato Mundial | Campeonato Mundial | Campeonato Mundial |
| Año                | Lugar              | Medalla            | Prueba             |
| ------------------ | ------------------ | ------------------ | ------------------ |
| 2023               | Berna (Suiza)      | Medalla de oro     | Bloques            |
| Campeonato Europeo |                    |                    |                    |
| Año                | Lugar              | Medalla            | Prueba             |
| 2019               | Zakopane (Polonia) | Medalla de oro     | Bloques            |